# Grb Norveške
Grb Norveške je trokutasti štit sa zlatnim, okrunjenim propetim lavom sa sjekirom srebrnog sječiva na crvenom polju. Lavlja kruna označava da je Norveška monarhija, a sjekira je simbol Svetog Olava, zaštitnika Norveške. Grb datira iz 13. stoljeća.